# Henry Pollock
Henry Pollock (Banbury, 14 gennaio 2005) è un rugbista a 15 inglese, che gioca nel ruolo di terza linea ala con Northampton.

## Biografia
Cresciuto nelle giovanili del Northampton, esordì in prima squadra contro i London Irish nel 2022.
Divenuto uno dei miglior giocatori del suo club in Premiership, e avendo anche vinto il campionato del mondo con l'Under-20 inglese, fu convocato con l'Inghilterra in occasione del Sei Nazioni 2025, debuttando con la nazionale maggiore il 15 marzo 2025, contro il Galles nel torneo e segnando due mete dopo esser entrato in campo.
In maggio 2025 Andy Farrell lo incluse nel gruppo dei British and Irish Lions per il tour in Australia.